# 金国柱
金 国柱（キム・グクチュ）は、日本統治時代の朝鮮の独立運動家、大韓民国の軍人。少将（韓国陸軍）

## 経歴
1924年、咸鏡南道元山に生まれる。19歳の時に中国に亡命。友人の紹介で上海に行き、韓国臨時政府に参加。1943年8月、張朝民と共に阜陽にある光復軍の徴募第6分処に到着。徴募第6分処の地下工作員となる。1944年5月中旬から10月下旬まで中央陸軍軍官学校第十分校韓国光復軍幹部訓練班（韓光班）に在学。卒業後は金国柱を含む12名が阜陽に残り光復軍第3支隊の創設要員となった。新入隊員の教育と訓練を担当することもあったが、ほとんどは敵占領地域で徴募工作を展開する地下工作員として活動した。1945年、光復軍第3支隊第2地区隊長。終戦後、蚌埠地区特派団団長。1946年7月、帰国。
1948年、陸軍士官学校特別第7期卒業。
1950年、第5師団第15連隊第2大隊第6中隊長（大尉）。朝鮮戦争が勃発すると議政府方面に投入される。第15連隊は第1師団に編入され、多富洞、平壌、雲山の戦闘に参加。翌年、第15連隊第3大隊長。ソウル奪還に参加。1953年、第12師団第52連隊第1大隊長。
1963年、陸軍大学卒業。1966年、国防大学卒業。1969年、第36師団長（11代）。1975年、第1軍軍需司令官。1977年、第1軍副司令官。
1979年、予備役編入。光復軍同志会会長。1981年、光復会副会長。1986年、独立記念館理事。2001年、独立有功者協会会長。2005年6月、光復会会長。2009年、光復会顧問。
2021年5月26日、自宅で老衰により死亡。

## 叙勲
- 金星忠武武功勲章 1950年
- 金星花郎武功勲章 1953年
- 建国勲章愛国章 1992年

## 参考
- 韓詩俊 (1993). 韓國光復軍研究. 一潮閣. ISBN 89-337-0078-1
- “전 광복회장 김국주장군 초청 강연회” (朝鮮語). 호주온라인뉴스. (2009年4月21日) 2015年12月16日閲覧。
- “唇齒相依 共同抗日—訪韓國光復會會長金國柱” (中国語). 人民網. (2005年9月2日) 2015年12月16日閲覧。

| 公職        | 公職                                           | 公職        |
| ----------- | ---------------------------------------------- | ----------- |
| 先代 金祐詮 | 大韓民国光復会会長 第17代：2005.6.1 - 2007.6.1 | 次代 金永逸 |